# サンパウロ市街地コース
サンパウロ市街地コース(Streets of São Paulo)は、ブラジル連邦共和国サンパウロにあるサーキット。2010年よりインディカー・シリーズの一戦「サンパウロ・インディ300」が開催される。

## 概要
このサーキットはアイルトン・セナの出生地であるサンタナ地区に作られる市街地コースである。路面はホームストレートのみコンクリート、他はアスファルトになっている。ピットレーンはホームストレート沿いではなく、ターン4からターン5の間のメインストレート沿いに置かれている。入り口はターン4の先に、出口はターン6からターン7にかけての短い直線区間にある。
ホームストレートは滑りやすく、120mph(約193km/h)から大きく減速してシケインに進入するため、スタート時にクラッシュが起こりやすい。シケインを除いたコーナーでのオーバーテイクは難しく、スリップストリームが使えるメインストレートとバックストレートが数少ないオーバーテイクポイントである。

## レース結果

### インディカー・シリーズ サンパウロ・インディ300
| シーズン | 日時 (現地時間) | 優勝ドライバー           | チーム                         | シャシー      | エンジン | レース距離 | レース距離       |
| シーズン | 日時 (現地時間) | 優勝ドライバー           | チーム                         | シャシー      | エンジン | 周回数     | マイル(km)       |
| -------- | --------------- | ------------------------ | ------------------------------ | ------------- | -------- | ---------- | ---------------- |
| 2010     | 3月14日         | ウィル・パワー           | チーム・ペンスキー             | ダラーラ IR5  | ホンダ   | 61*        | 158.6(255.241)   |
| 2011     | 5月1-2日*       | ウィル・パワー           | チーム・ペンスキー             | ダラーラ IR5  | ホンダ   | 55*        | 139.48 (224.471) |
| 2012     | 4月29日         | ウィル・パワー           | チーム・ペンスキー             | ダラーラ DW12 | シボレー | 75         | 190.2(306.097)   |
| 2013     | 5月5日          | ジェームス・ヒンチクリフ | アンドレッティ・オートスポーツ | ダラーラ DW12 | シボレー | 75         | 190.2(306.097)   |

- 2010:降雨と2時間のレース時間制限により、レース距離が短縮された。
- 2011:降雨により15周でレースが中断され残りは翌月曜日に延期されたが、月曜日も雨天だったため残り周回数が60から40に短縮された。